# Орел (Нижегородская область)
Орёл — деревня в Вадском муниципальном округе Нижегородской области.

## География
Деревня находится на юге центральной части Нижегородской области на расстоянии примерно 8 км на запад от села Вад, административного центра района.

## История
До 2020 года входила в состав Стрельского сельсовета. Ныне имеет дачный характер.

## Население
Постоянное население составляло 1 человек (русские 100%) в 2002 году, 0 в 2010.